# Teofil III (patriarcha Aleksandrii)
Teofil III (ur. 1764 na Patmos, zm. 24 stycznia 1833 tamże) – prawosławny patriarcha Aleksandrii w latach 1805–1825.

## Życiorys
Od 1798 do 1805 r. metropolita Libii. Po śmierci Parteniusza II wybrany patriarchą Aleksandrii. Uczestniczył w greckiej rewolucji. Zubożały Teofil zmarł 24 stycznia 1833 r. na Patmos i został pochowany w miejscowym klasztorze św. Jana.

## Literatura
- K. Amantos: Pagkostas Theophilos, Patriarchy Alexandreias (1805–1825). W:Epeteris Hetaireias Byzantinon Spudon. Tom 19, 1949, str. 245–251.